# Bruno Ferry
Bruno Ferry (* 6. Mai 1967 in Châtel-sur-Moselle) ist ein ehemaliger französischer Fußballtorwart.

## Karriere
Ferry rückte 1984 als 17-Jähriger in den Kader des Drittligisten SAS Épinal auf. Für diesen bestritt er bereits in seiner ersten Saison elf Spiele und hütete auch in den beiden folgenden Spielzeiten einige Male das Tor. Zu Beginn der Saison 1987/88 avancierte er zum Stammspieler und machte mit guten Leistungen auf sich aufmerksam, sodass er 1989 vom Zweitligisten SC Abbeville unter Vertrag genommen wurde. Dort hatte er allerdings mit der Konkurrenz von Philippe Flucklinger und Eric Pégorer zu kämpfen, weswegen er zu keinem einzigen Einsatz kam und den Klub bereits 1990 wieder verließ. Er entschied sich für eine Rückkehr zum mittlerweile in die zweite Liga aufgestiegenen Épinal, musste aber hinter Jean-Pascal Singla die Reservistenrolle einnehmen. Dennoch gelang ihm in der Spielzeit 1990/91 sein Zweitliga- und damit sein Profidebüt. Nach dem Abgang Singlas konnte Ferry sich gegen Jean-Michel Simonella durchsetzen und war Stammtorwart, als er 1993 den Abstieg in die dritte Liga hinnehmen musste. Mit dem Wiederaufstieg 1995 wurde mit Jean-Marc Branger ein neuer Konkurrent verpflichtet, der Ferry aus dem Tor verdrängte und ihn 1996 zu einem Wechsel zum Paris FC bewog. In der französischen Hauptstadt nahm er zunächst wieder die Position des ersten Torwarts ein, wurde jedoch nach zwei Jahren erneut verdrängt. 1999 unterschrieb er bei der US Raon, mit der er in der dritten Liga vergeblich gegen den Abstieg kämpfte. In dessen Folge entschied er sich 2000 mit 33 Jahren für eine Beendigung seiner Laufbahn.

## Leben nach dem Karriereende
Ein Jahr nach deren Ende wurde er bei der ES Thaon-les-Vosges als Trainer eingestellt. Er führte sie in seiner drei Jahre dauernden Amtszeit von der sechsten in die vierte Liga. Wenig später übernahm er das Traineramt bei einem Verein aus Golbey und hatte dies bis 2010 inne. Im selben Jahr begann er mit seiner Arbeit für eine Hilfsorganisation, wobei er Jugendlichen aus dem Senegal das Fußballspielen ermöglicht.